# Pericoma bipunctata
Pericoma bipunctata és una espècie d'insecte dípter pertanyent a la família dels psicòdids que es troba a Nord-amèrica: Alaska (els Estats Units) i la Colúmbia Britànica (el Canadà).